# Violación correctiva
La violación «correctiva» o «curativa» (en inglés corrective rape) es un crimen de odio que se refiere a la violación de personas lesbianas, gais, bisexuales o transgénero, o personas percibidas como tal, a menudo familiares, con el supuesto fin de cambiar la orientación sexual, identidad o expresión de género de la víctima.

## África
El término se emplea sobre todo en relación con las violaciones realizadas en el África austral, principalmente en Sudáfrica. Si bien no es un fenómeno que se limite solo al continente africano. También se presenta en otros continentes de arraigada cultura machista como América o Asia.

### Sudáfrica
En Sudáfrica es donde se tienen noticias de 30 violaciones que acabaron con la muerte de la víctima. La psicóloga sudafricana Kerry Frizelle calificó las violaciones correctivas como crímenes de odio, en los que la víctima es discriminada de forma doble por su sexo y su orientación sexual.
En julio de 2007, la pareja lésbica Sizakele Sigasa y Salome Massooa fueron violadas y asesinadas. Como consecuencia se creó la campaña 07/07/07 Campaign, una coalición de diferentes grupos que defienden los Derechos Humanos, que defienden a las víctimas de este tipo de ataques. Un caso que alcanzó notoriedad internacional ocurrió en abril de 2009, cuando la antigua jugadora del equipo nacional de fútbol y activista LGBT, Eudy Simelane, fue violada delante de un grupo de hombres y posteriormente asesinada de 25 puñaladas. Fue la primera vez que se llegó a condenar a los culpables a una pena de cárcel, aunque el juzgado consideró que la orientación sexual de la víctima no tuvo ninguna influencia en el hecho.
El 14 de marzo de 2011, 25 activistas lesbianas pertenecientes al grupo Luleki Sizwe protestaron frente al parlamento sudafricano. El grupo ha conseguido reunir 170.000 firmas de personas de todo el mundo para solicitar al gobierno que actúe para atajar el problema, que, según un informe de 2009, parecía estar aumentando.

### Zimbabue
Un informe del Departamento de Estado de EE. UU. informa de que, «Como consecuencia de la presión social, algunas familias someten a sus miembros LGBT a violaciones "correctivas" y a matrimonios forzados para alentar el comportamiento heterosexual. Estos crímenes son denunciados en raras ocasiones. Las mujeres en particular son violadas por los hombres de la familia.»
En 2009, tras la publicación de un informe similar del Departamento de Estado de EE.UU., el periodista de Zimbabue, Angus Shaw, escribió que las mujeres lesbianas son violadas por hombres para «hacerlas disfrutar de actos heterosexuales» y los hombres gais son violados por mujeres para «eliminar las tendencias de su orientación sexual.»

## Asia

### La India
La costumbre también está extendida en la India. En el estado de Telangana, se han reportado más de una docena de casos en lo que lesbianas han sido violadas por familiares, habitualmente primos, pero también por hermanos. Entre los casos recogidos, un adolescente fue obligado a tener relaciones sexuales con su madre para «curarlo» de su homosexualidad.
Los casos no suelen ser denunciados, debido a presiones familiares y al shock causado, por lo que es probable que existan muchos casos sin reportar. Estos quince casos solo han salido a la luz cuando las víctimas han pedido ayuda a la organización LGBT Collective para huir de sus hogares.

## América

### Ecuador
En las llamadas clínicas de deshomosexualización ecuatorianas, la violación es uno de los métodos usados para «curar» la homosexualidad. El caso más conocido es el de Paola Concha, que fue secuestrada con 24 años y llevada a una clínica al sur de Quito. Allí fue retenida por 18 meses, durante los que fue esposada, encerrada sin comida durante varios días, forzada a vestir de hombre y violada. Mientras tanto, la madre de Concha pagaba 500$ al mes por el «tratamiento».

### Cono Sur
En Argentina tras un período de liberalización sexual durante el primer peronismo, con la derogación de edictos policiales que criminalizaban a homosexualidad pública, y la aparición de mujeres lesbianas en la escena artística, el otorgamiento del derecho al divorcio para las mujeres, la aprobación del derecho a voto a las mujeres tras la campaña de Eva Duarte y la igualdad jurídica con la Constitución de 1953 siguió un periodo de fuerte represión con el golpe de Estado de 1955 que derrocó al gobierno constitucional de Juan Domingo Perón e instaló la dictadura llamada Revolución Libertadora. 
El régimen dictatorial de Eduardo Lonardi y Pedro Eugenio Aramburu proclama como objetivo el "saneamiento moral" que conllevó a la eliminación de la mujer de la vida política y el establecimiento del único rol de la mujer como madre y ama de casa alejada de la vida pública. Tras el golpe de Estado de septiembre de 1955 cientos de mujeres que habían pertenecido al derrocado gobierno peronista, formaban parte del partido político justicialista o que pertenecían a organizaciones o partidos de izquierda, comunistas o de centro izquierda fueron encarceladas y sometidas a violaciones recurrentes. Durante la dictadura de Aramburu las mujeres sospechosas de ser lesbianas fueron internadas en centros psiquiátricos y sometidas a terapias de electroshock o "terapias de recuperatorio sexual" que incluían violaciones con el objetivo de modificar su "enfermedad".
En Argentina y Chile, durante los regímenes dictatoriales anticomunistas de Jorge Rafael Videla y Augusto Pinochet se desplegaron sistemáticamente mecanismos de abusos sexuales contra presas políticas mujeres pertenecientes a grupos de izquierda o estudiantiles; las violaciones que se cometieron en el marco del terrorismo de Estado tenían como objetivo el utilizar el cuerpo de la mujer no sólo como arma de guerra sino también como aleccionamiento correctivo en el marco del funcionamiento de los aparatos represivos de los Estados dictatoriales. En Argentina las violaciones correctivas fueron más pronunciadas en las regiones cercanas a bases de la Armada y en Tucumán donde el interventor militar Antonio Domingo Bussi formó brigadas con 'ejecutores' soldados encargados de realizar abusos sexuales por medio de elementos cortantes y picanas eléctricas de las que participaban entre otros su hijo Ricardo Bussi.

### Perú
En el siglo XXI se han dado a conocer casos de violaciones correctivas en 'centros de conversación sexual' ligados a grupos evangélicos contra mujeres lesbianas. La masividad de dichas prácticas llevó a la intervención del Parlamento Europeo que elaboró un informe sobre la situación del Perú.